# Батько та син (фільм, 1941)
«Батько та син» (рос. «Отец и сын») — радянський художній фільм-виробнича драма 1941 року, знята режисерами Олегом Сергєєвим та Сергієм Якушевим на кіностудії «Ленфільм».

## Сюжет
Про суперництво між батьком — прихильником традиційних методів плавки металу і сином-новатором. Фільм на екрани не вийшов.

## У ролях
- Костянтин Скоробогатов — Микита Іванович Удалов
- Володимир Честноков — Сергій
- Костянтин Адашевський — Мартьянов
- Олександра Панова — епізод
- Лариса Ємельянцева — Ксана
- Борис Жуковський — директор
- Михайло Єкатерининський — інженер
- Катерина Корчагіна-Александровська — дружина Удалого
- Олена Кириллова — Данако Петрівна
- Іван Неволін — епізод
- Олександра Матвєєва — працівниця заводу

## Знімальна група
- Режисери — Олег Сергєєв, Сергій Якушев
- Сценаристи — Борис Бродянський, Борис Чирсков, Микола Сотников
- Оператор — Анатолій Назаров
- Композитор — Борис Гольц
- Художник — Павло Зальцман